# Пеменанг
Пемена́нг (індонез. Pemenang) — один з 5 районів округу Північний Ломбок провінції Західна Південно-Східна Нуса у складі Індонезії. Розташований у центрально-західній частині. Адміністративний центр — село Пеменанг-Барат.
Населення — 33434 особи (2012; 32546 в 2010, 26938 в 2000, 22930 в 1990).

## Адміністративний поділ
До складу району входять 4 села:
| Населений пункт      | Населення, осіб (2010) |
| -------------------- | ---------------------- |
| Гілі-Індах, село     | 4439                   |
| Малака, село         | 8153                   |
| Пеменанг-Барат, село | 13086                  |
| Пеменанг-Тімур, село | 6868                   |